# Próspero Mammana
Próspero Antonio Mammana (ur. 2 maja 1931, zm. 2 sierpnia 2007) – argentyński zapaśnik walczący w stylu wolnym. Olimpijczyk z Helsinek 1952, gdzie zajął jedenaste miejsce w kategorii do 62 kg.

## Letnie Igrzyska Olimpijskie 1952
| Konkurencja      | Rundy eliminacyjne   | Rundy eliminacyjne    | Rundy eliminacyjne    | Klas. końcowa |
| Konkurencja      | Przeciwnik I         | Przeciwnik II         | Przeciwnik III        | Miejsce       |
| ---------------- | -------------------- | --------------------- | --------------------- | ------------- |
| 62 kg styl wolny | John Elliott (AUS) Z | Géza Hoffmann (HUN) P | Antonio Randi (ITA) Z | 11.           |